# Sphagoeme paraensis
Sphagoeme paraensis là một loài bọ cánh cứng trong họ Cerambycidae.